# 绍武
绍武（預定在1647年使用）是南明绍武帝的年号，隆武二年（1646年）十一月紹武帝稱帝後，預定於明年丁亥年（豬年，1647年）改元，十二月（公历1647年1月）紹武政權覆亡，該年號實際並未使用。

## 參看
- 中國年號索引